# Anaís Castro
Anaís Teresa Castro Piñerua (San Antonio de los Altos, Venezuela, 8 de marzo de 1993) es una conductora de televisión, cantautora, modelo y locutora de radio venezolana, conocida por haber ganado el concurso Chica HTV 2015. En la actualidad reside en Buenos Aires, Argentina.

## Trayectoria
Estudió Publicidad en Venezuela y se recibió en la carrera de Locución Integral en el ISER.
En 2016, 2017 y 2018 fue presentadora del Festival Viña del Mar, en Chile.
En 2019 condujo los Premios Heat Latin Music Awards en la República Dominicana para TNT y HTV.
Del 2020 al 2021 Fue conductora del programa de radio "Vuelta Like" en FM Like 89.5 de Buenos Aires.
Fue designada como comentarista de los Premios Carlos Gardel y también los Premios Grammy Latinos.
En 2024 debuta como cantante y compositora, lanzando 3 sencillos "Choroní", "Una capita de ti" y "Bolero Feliz", todos de su autoría.
Actualmente es conductora junto con Diego Poggi del programa de radio "Olvídate de Todo" en FM Urbana Play 104.3 de Buenos Aires.